# Aschau am Inn
Aschau am Inn è un comune tedesco di 2 863 abitanti, situato nel land della Baviera.